# Batten the Hatches
Batten the Hatches is het debuutalbum van de Amerikaanse singer-songwriter Jenny Owen Youngs. In eerste instantie werd het album in eigen beheer uitgegeven in 2005. In 2007 werd het opnieuw uitgegeven door Nettwerk, met als bonustrack "Drinking Song".
Het album stond in november 2006 in de lijst "Greatest Albums You've Never Heard" van 'Guardian Unlimited'.

## Track listing
Alle nummers zijn geschreven door Jenny Owen Youngs.
1. "Porchrail" – 1:45
2. "From Here" – 2:16
3. "Fuck Was I" – 3:30
4. "Lightning Rod" – 3:27
5. "Voice on Tape" – 3:03
  - Featuring Regina Spektor[3]
6. "P.S." – 1:52
7. "Bricks" – 5:00
8. "Drinking Song" – 3:38
9. "Woodcut" – 4:18
10. "Coyote" – 3:14
11. "Keys Out Lights On" – 5:00
12. "Woodcut (The Age of Rockets remix)" – 4:04
  - Remix van Andrew Futral

## Personen
- Jenny Owen Youngs – zang, akoestische gitaar, banjo, bas
- Oscar Chabebe – tabla
- Adam Christgau – drums
- Ronen Ben Codor – harmonium
- James Cucinotta – basklarinet
- Willie Farr Jr. – elektrische gitaar
- Andrew Futral – synthesizer
- Hawk – viola
- Chris Hembree – piano
- Cicero Jones – hoorn
- Jordan McLean – flugelhorn
- Tim Petrochko – viool
- Patrick Petty – cello
- Andrew Platt – bas
- Bess Rogers – fluit, zang
- Dan Romer – bas, elektrische gitaar, toetsen, zang
- Jon Samson – 'digital kittens'
- Bob Pycior – viool